# Scientist Rebellion

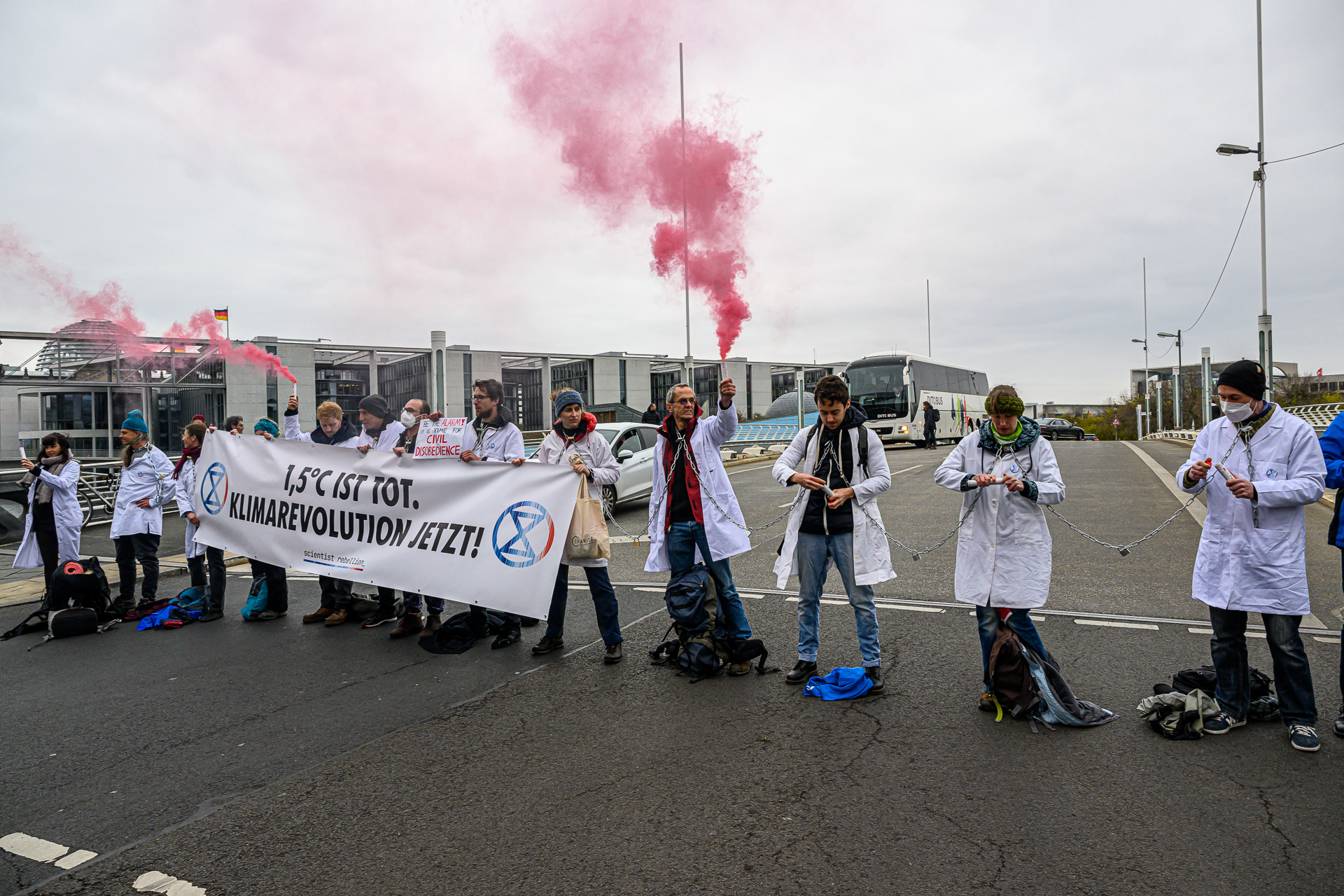
Blockade der Kronprinzenbrücke in Berlin, 2022

Scientist Rebellion ist ein Netzwerk von etwa 1000 Wissenschaftlern in rund 30 Ländern, darunter Deutschland. Es fordert sofortige Maßnahmen zur Begrenzung der Klimakrise und führt dazu Protestaktionen mit Mitteln des zivilen Ungehorsams durch. 2023 nahm die Gruppe an den aufgrund ihrer Intensität international beachteten Klima-Blockaden in Berlin teil.

## Entstehung und Akteure
Ursprünglich half eine Gruppe von Wissenschaftlern wissenschaftliche Erkenntnisse zum Klimawandel für die Öffentlichkeit verständlich zusammenzutragen. Im Februar 2020 wurde Scientist Rebellion von zwei Doktoranden der Physik an der University of St Andrews in Oxford nach dem Vorbild der 2018 entstandenen Umweltschutzbewegung Extinction Rebellion gegründet. Anderen Quellen zufolge handelt es sich bei dem Wissenschaftlernetzwerk um einen Ableger von Extinction Rebellion. In Großbritannien ist die Gruppe Scientists for XR Extinction Rebellion zuzuordnen. Sie empfiehlt Wissenschaftlern im Ausland, sich unter anderem bei Scientist Rebellion zu engagieren.
Dem Netzwerk sollen nach eigenen Angaben etwa 1000 Wissenschaftler in 25 Ländern angehören, darunter etwa 100 Wissenschaftler in Deutschland. Anderen Angaben nach gehören dem Netzwerk Wissenschaftler aus unterschiedlichen Disziplinen in 32 Ländern an.

## Ziele und Themenschwerpunkte
Scientist Rebellion veröffentlichte im Oktober 2022 einen offenen Brief, der von Wissenschaftlern aus 40 Ländern unterzeichnet wurde. Laut Aussage der Wissenschaftler wird erstens das 1,5-Grad-Ziel nicht mehr erreicht werden. Zweitens müsse der Globale Süden durch einen Schuldenerlass entschädigt werden „angesichts des unglaublichen Leids, das wir dort erzeugen“. Drittens wird eine andere Verkehrspolitik gefordert. Zu den Unterzeichnern gehören zahlreiche prominente Wissenschaftler und Leitautoren von IPCC-Berichten.
In Deutschland fordert die Gruppe von der Bundesregierung, ihr Versagen beim Klimaschutz einzugestehen und sofortige Maßnahmen zu ergreifen. Dazu zählt die Dekarbonisierung des Verkehrssektors, zunächst durch ein Tempolimit von 100 km/h auf Autobahnen und die Wiederaufnahme des 9-Euro-Tickets.

## Aktionsformen

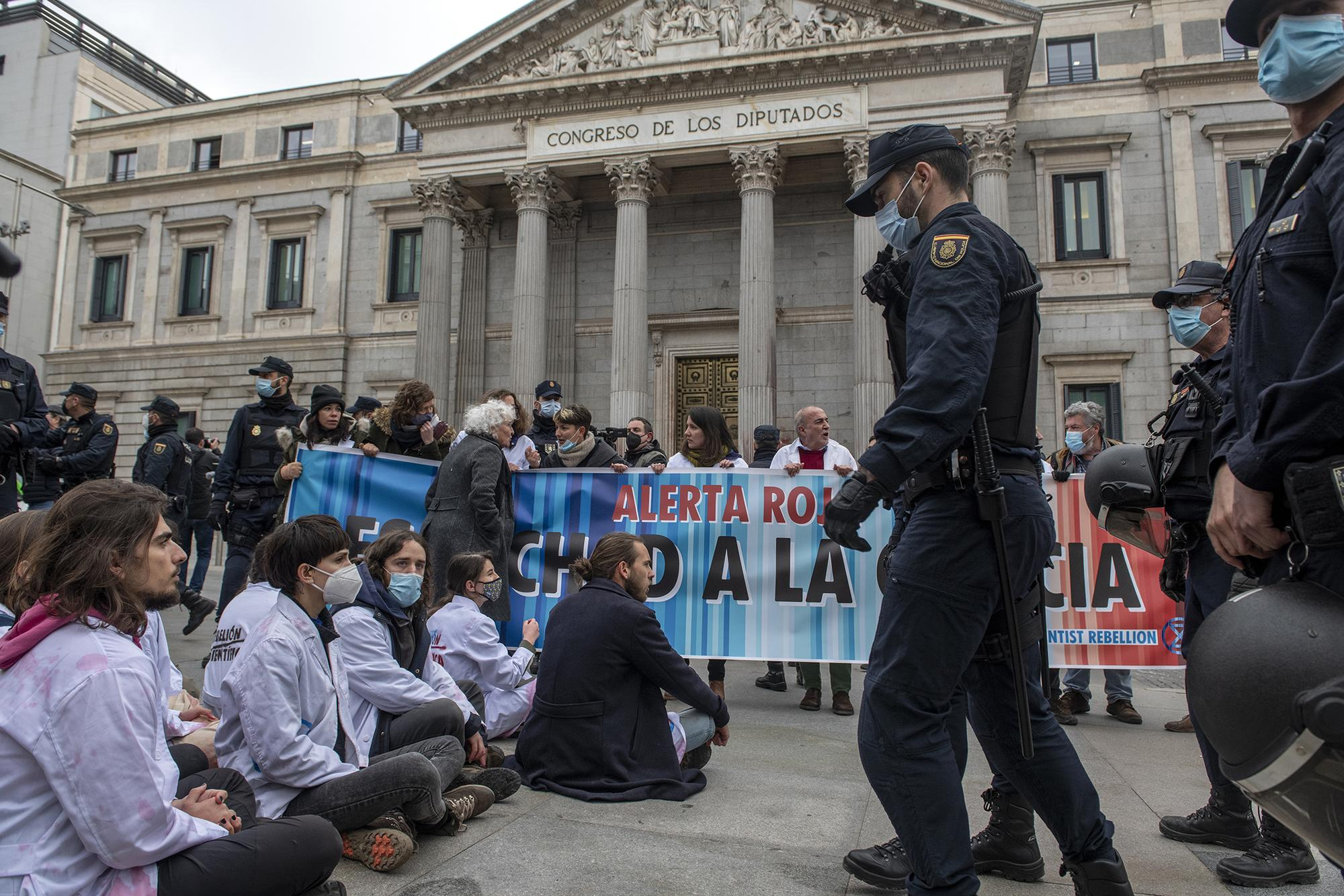
Protestaktion vor dem Congreso de los Diputados in Madrid, 2022

### Ziviler Ungehorsam
Bei den Protesten werden gewaltfreie Aktionen bzw. ziviler Ungehorsam als legitimes Mittel angesehen. Zu den Aktionsformen gehören unter anderem Straßenblockaden sowie das Festkleben an Gebäuden oder Fahrzeugen. Eine Aktionsform ist das Plakatieren von großformatigen wissenschaftlichen Publikationen, die den Umfang des Klimawandels analysieren. Der Wirtschaftswissenschaftler Helge Peukert, der Scientist Rebellion angehört, sieht sich in der Pflicht zu zivilem Ungehorsam, wie dem Anbringen von Plakaten mit wasserlöslichem Klebstoff, da alles andere „vor einem späteren Generationengericht“ nicht vermittelbar sei.
Die Protestaktionen führten vielfach zu Ermittlungsverfahren gegen die beteiligten Aktivisten, unter anderem wegen Sachbeschädigung, Nötigung und Verstoßes gegen das Versammlungsgesetz.

### Wissenschaftskommunikation

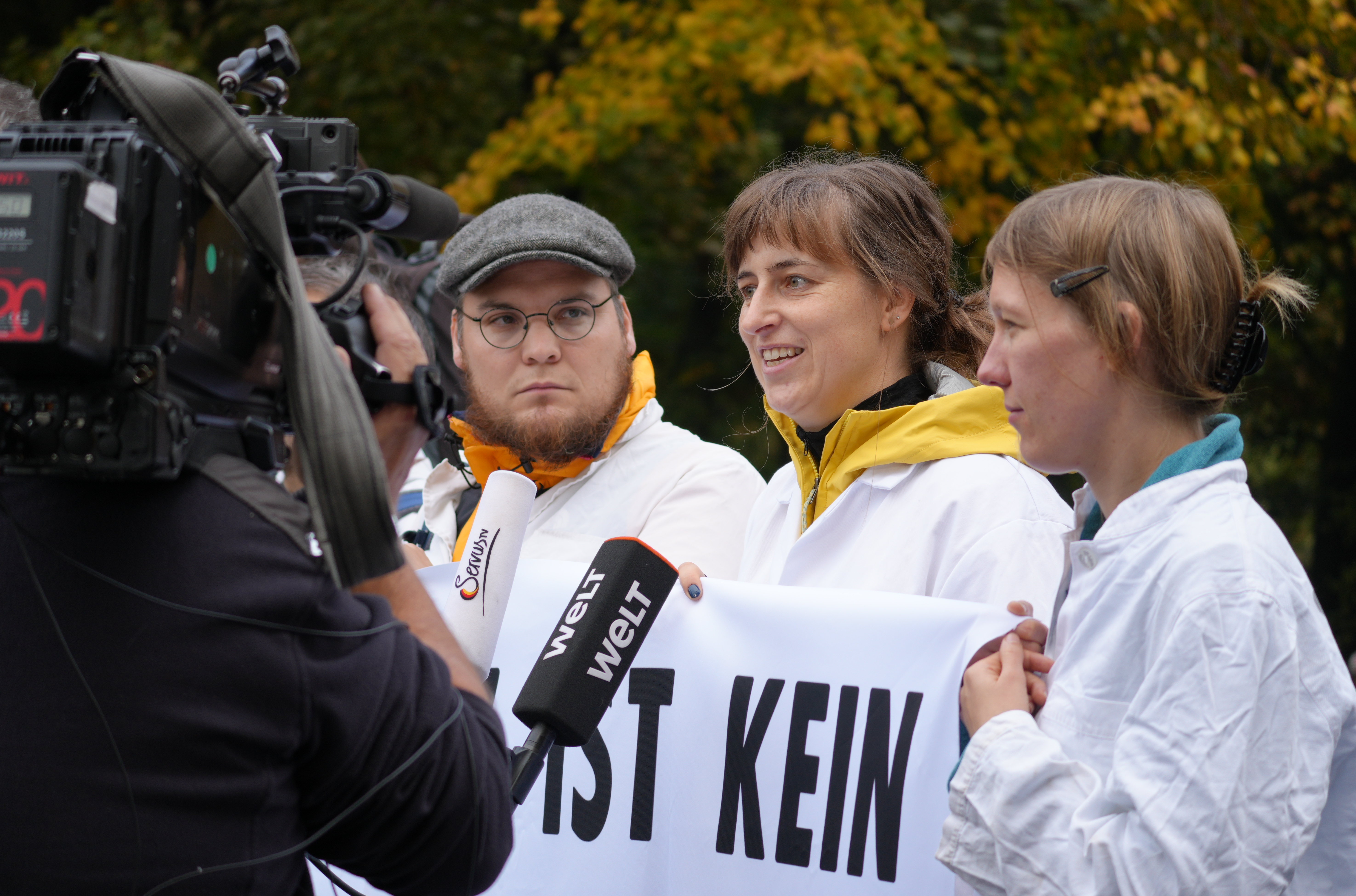
Mitglieder der Scientist Rebellion werden bei der Massenblockade der Letzten Generation in Berlin am 28. Oktober 2023 vom nationalen Fernsehen interviewt

Angehörige von Scientist Rebellion veröffentlichen regelmäßig wissenschaftliche Fach- und Diskussionsbeiträge in Journals, die sich der Reflexion der Klimaschutzbestrebungen und des Wissenstransfers aus verschiedenen Disziplinen widmen.
Im Frühjahr 2023 leakte Scientist Rebellion Teile der Zusammenfassung des sechsten IPCC-Sachstandsberichts, wodurch unter anderem die Abschwächung von Formulierungen auf Initiative nationaler Regierungen und Interessengruppen nachvollziehbar wurden.

## Aktionen

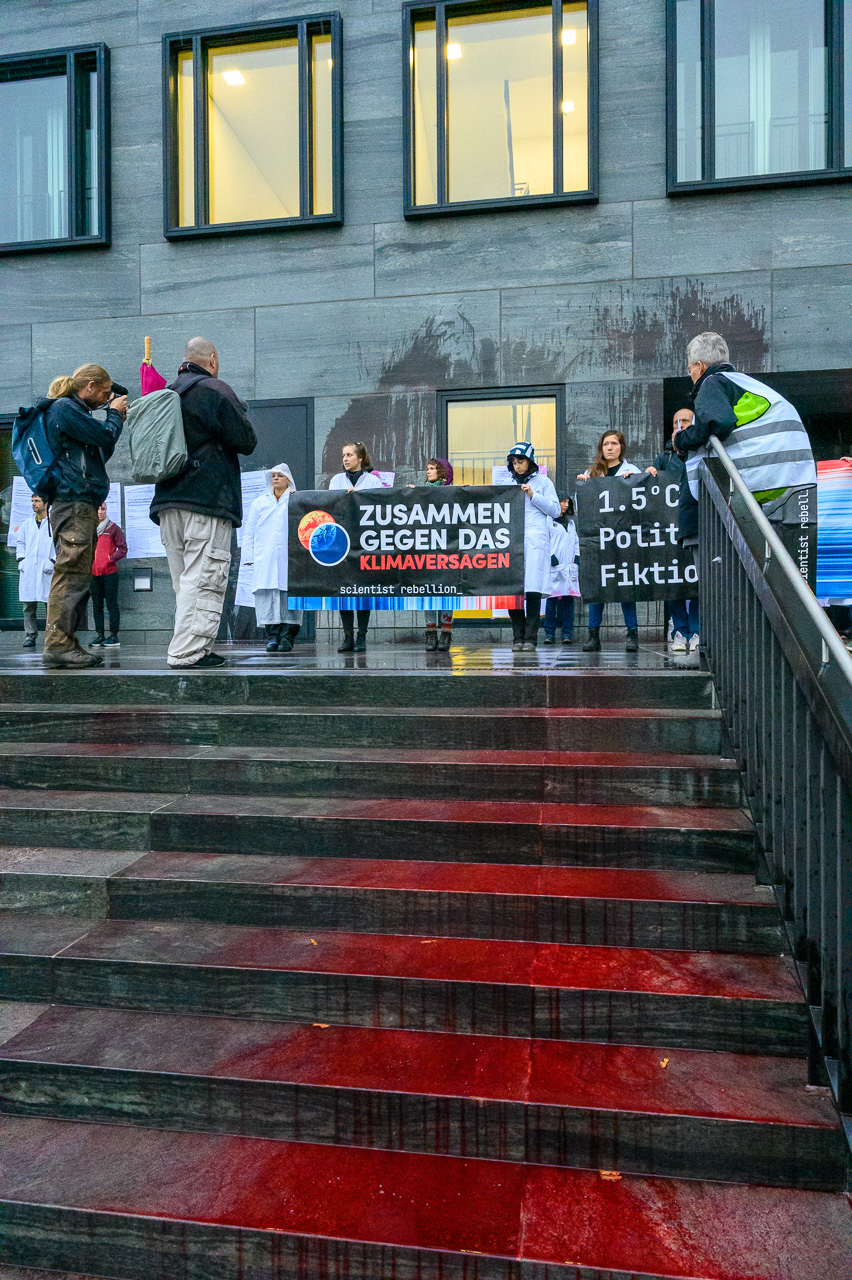
Blockade des Bundesverkehrsministeriums in Berlin mit dem Verschütten von roter Farbe, 2022

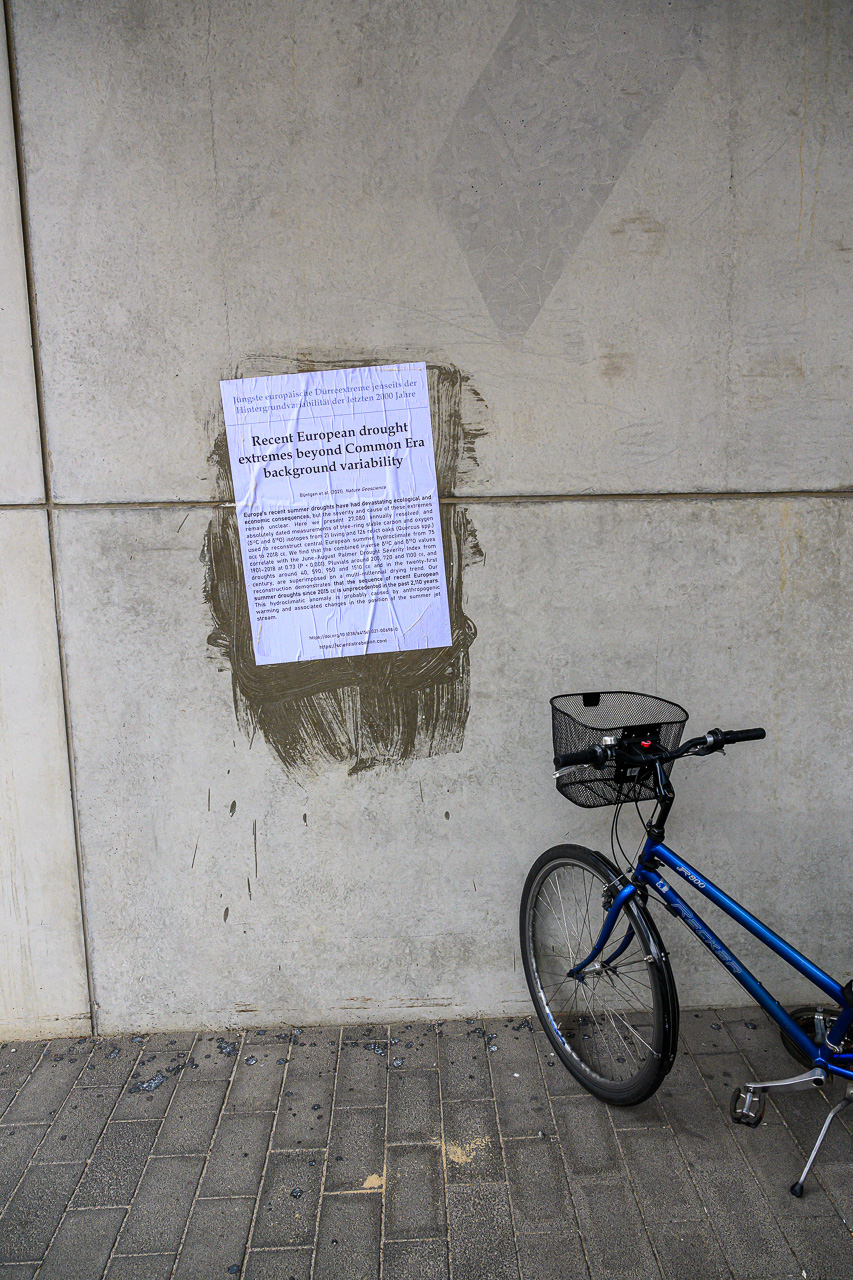
Eine plakatierte wissenschaftliche Publikation am Bundesministerium für Wirtschaft und Klimaschutz in Berlin, 2022

Im September 2020 bei den UN-Klimagesprächen in Glasgow blockierten 21 Aktivisten von Scientist Rebellion eine Brücke, indem sie sich aneinander ketteten.
Während der UN-Klimakonferenz in Glasgow 2021 demonstrierten Aktivisten von Scientist Rebellion und klebten wissenschaftliche Publikationen zum Klimawandel an ein Gebäude.
In London klebten sich Aktivisten von Scientist Rebellion im April 2022 mit ihren Händen am Gebäude des Ministeriums für Wirtschaft, Energie und Industriestrategie (Department for Business, Energy and Industrial Strategy) fest. Ebenso verklebten sie wissenschaftliche Publikationen.
Im August 2022 kettete sich in Los Angeles ein Klimawissenschaftler, der bei der NASA beschäftigt ist, während einer Protestaktion an ein Gebäude der Bank JPMorgan Chase an. Zu seinen Beweggründen sagte er, dass er 16 Jahre lang versucht habe, Manager, Politiker und die Öffentlichkeit von der Notwendigkeit zu überzeugen, gegen die Klimakrise zu handeln.
In Berlin drangen 50 Aktivisten von Scientist Rebellion im Oktober 2022 in das Bundesverkehrsministerium ein, blockierten den Eingangsbereich, vergossen rote Farbe und plakatierten wissenschaftliche Publikationen. Ebenfalls im Oktober protestierten Dutzende Aktivisten gegen den Weltgesundheitsgipfel und klebten sich am Veranstaltungsort fest. Zudem wurde ein Feueralarm ausgelöst.
In der Autostadt in Wolfsburg protestierte im Oktober 2022 eine Gruppe von Aktivisten gegen Volkswagen, verschüttete Kunstblut und klebte Plakate mit wissenschaftlichen Artikeln zum Einfluss des Automobilverkehrs auf den Klimawandel an die Scheiben des Hauptgebäudes. Neun Aktivisten besetzten den Porsche-Pavillon der Autostadt und klebten sich auf dem Boden fest. Nach 40 Stunden räumte die Polizei den Pavillon und leitete Ermittlungsverfahren wegen Hausfriedensbruchs, Nötigung und Sachbeschädigung ein.
In München gab es im Oktober 2022 vier Protestaktionen. Rund 20 Aktivisten von Scientist Rebellion und Debt for Climate protestierten vor und im Gebäude der Investmentgesellschaft BlackRock. Dabei blockierten sie den Haupteingang, klebten sich teilweise fest und verteilten braunes Kunstöl aus Zuckermasse im Eingangsbereich. Vor einer Filiale der Deutschen Bank protestierten 14  Aktivisten von Scientist Rebellion. Sie blockierten den Eingang und klebten ihre Hände am Gebäude fest. In der BMW Welt klebten sich Aktivisten an ein Auto und forderten eine „sofortige Dekarbonisierung des Verkehrssektors“. Sie warfen BMW, Volkswagen und anderen großen Automobilherstellern Greenwashing vor. 15 Aktivisten von Scientist Rebellion wurden im Oktober 2022 nach dem bayerischen Polizeiaufgabengesetz in einen einwöchigen Unterbindungsgewahrsam zur Gefahrenabwehr genommen.
In den Niederlanden gelangten im November 2022 rund 200 Aktivisten von Scientist Rebellion teils mit Fahrrädern auf eine Landebahn des Flughafens Schiphol und setzten sich vor Privatflugzeuge.
Wenige Tage später gab es gemeinsam mit Extinction Rebellion Proteste an Flughäfen in Berlin, London, Hampshire, Mailand, Stockholm, Trondheim, Ibiza, Melbourne und Amsterdam, die sich gegen die klimaschädliche Nutzung von Privatflugzeugen richteten. Vielflieger sollten Steuern zahlen um Emissionen zu reduzieren und Gelder für „Loss and Damage“-Programme bereitstellen. Die Aktionen erfolgten im Zusammenhang mit der zu dem Zeitpunkt stattfindenden UN-Klimakonferenz in Scharm asch-Schaich.
Im Oktober 2023 sorgte ein Mitglied international für Schlagzeilen, indem er sich weigerte, auf dem Flugweg von einer Feldforschungsmission in Papua-Neuguinea zurückzukehren. Stattdessen beabsichtigte er, per Containerschiff und Landweg zu reisen, um 3,6 Tonnen CO2-Äquivalente einzusparen. Sein Arbeitgeber, das Kieler Institut für Weltwirtschaft, drohte ihm mit der Kündigung seines Arbeitsvertrags, sollte er nicht mit dem Flugzeug anreisen.

## Rezeption
Der Klimawissenschaftler Stefan Rahmstorf sagte 2022 in einem Interview, er halte es für nachvollziehbar, wenn sich Wissenschaftler engagieren und zu radikaleren Protestformen greifen. Es gehe nicht nur um die Zukunft der heranwachsenden Generation, sondern auch seine Generation wäre betroffen, wenn die globale Erwärmung nicht schnell gestoppt werde.

## Persönlichkeiten
Gianluca Grimalda, italienischer Klimaforscher und Verhaltensökonom, erster Arbeitnehmer, der nach einer Entlassung im Zusammenhang mit dem Klimawandel entschädigt wurde.